# Corinne Bailey Rae
Corinne Baley Rae (* 26. února 1979) je anglická zpěvačka a kytaristka. Své debutové album Corinne Bailey Rae, které bylo oceněno cenou Grammy, vydala v roce 2006. Zazpívala si také na desce River: The Joni Letters, kterou nahrál Herbie Hancock a která rovněž vyhrála cenu Grammy. Rae byla od roku 2001 vdaná za hudebníka Jasona Rae, který ovšem v roce 2008 zemřel na předávkování drogami. Tato událost zastavila její hudební kariéru na víc než rok. Druhé album – The Sea – vyšlo v lednu 2010.